# Ivan Kuskov
Ivan Aleksandrovich Kuskov (Tot'ma, 1765 – Tot'ma, 1823) è stato un esploratore russo.
Fu assistente anziano di Aleksandr Baranov, amministratore delegato della Compagnia russo-americana (RAC).

## Biografia
Nacque a Totma, in Russia, e prestò servizio nella RAC per 31 anni, raggiungendo il grado di Consigliere del Commercio (12º grado) e venendo insignito della medaglia d'oro "per servizio zelante" dall'Imperatore Alessandro I. Tra il 1808 e il 1812 condusse cinque spedizioni in California, allo scopo di fondare un insediamento agricolo per rifornire le colonie nel nord dell'America russa (Alaska).
Sotto la guida di Baranov fondò la Fortezza Ross nel 1812.
Kuskov prestò servizio come Amministratore a Fort Ross dal 1812 al 1821. Nel 1819 fu insignito dell'Ordine di San Vladimiro, 4ª classe, ma all'epoca della morte non aveva ancora ricevuto materialmente la decorazione. Ritiratosi dal RAC, tornò alla sua casa di Totma, nell'Oblast' di Vologda, il 4 luglio 1821. A Tot'ma morì nel 1823. La sua casa è adibita a museo (Dom-muzej Ivana Kuskova, Casa museo Ivan Kuskov), sotto la direzione dell'Associazione del Museo di Totma. Conserva due ritratti originali di Kuskov e di sua moglie, si suppone dipinti in California.